# La figlia del Corsaro Verde
La figlia del Corsaro Verde è un film del 1940 diretto da Enrico Guazzoni. La pellicola è ispirata al ciclo de I corsari delle Antille di Emilio Salgari. L'omonimo romanzo, scritto da Renzo Chiarelli e pubblicato nell'aprile del 1941 (pochi mesi dopo l'uscita del film) presso Sonzogno, è uno dei numerosi seguiti apocrifi del ciclo salgariano.

## Trama
Manuela, la figlia del Corsaro Verde da poco ucciso, salva dalla morte il figlio del governatore che, infiltratosi tra i pirati, era stato da questi scoperto. I due, insieme, sbaraglieranno i banditi.

## Produzione
Il film venne girato negli stabilimenti Pisorno di Tirrenia.

## Distribuzione
Il film venne distribuito nel circuito cinematografico italiano il 23 dicembre 1940.

## Accoglienza

### Critica
Osvaldo Scaccia in Film del 19 aprile 1941 scrisse: